# Ceny divadelní kritiky
Ceny divadelní kritiky jsou výroční ocenění za umělecké výkony v rámci českého divadla, udělované od roku 2014 na základě hlasování kritiků. Anketu mezi kritiky pořádá a ceny uděluje časopis Svět a divadlo (SAD). Cena plynule navázala na Cenu Alfréda Radoka v situaci, kdy Nadační fond cen Alfréda Radoka po ročníku 2013 ukončil její udělování.

## Ceny a nominace

### 2014
Za rok 2014 byly uděleny tyto ceny:
Inscenace roku
Velvet Havel (Miloš Orson Štědroň) – režie: Jan Frič, Divadlo Na zábradlí Praha
Další nominace:
Maryša (Alois a Vilém Mrštíkové) – režie: Lukáš Brutovský, HaDivadlo Brno
O beránkovi, který spadl z nebe (Fred Rodrian, Vít Peřina a kolektiv) – režie: Michaela Homolová, Naivní divadlo Liberec
Ženský herecký výkon roku
Marie Spurná, role: Olga Havlová, Velvet Havel, Divadlo Na zábradlí Praha
Další nominace:
Silvie Krupanská, role: Štěpánka Kiliánová, Petrolejové lampy, Divadlo Petra Bezruče Ostrava
Erika Stárková, role: Maryša, Maryša, HaDivadlo Brno
Gun-Brit Barkmin, role: Salome, Salome, Národní divadlo Praha
Mužský herecký výkon roku
Miloslav König, role: Václav Havel, Velvet Havel, Divadlo Na zábradlí Praha
Další nominace:
Miloslav Maršálek, role: Lízal, Maryša, HaDivadlo Brno
Michal Isteník, role: Čičikov, Mrtvé duše, Městské divadlo Brno
Divadlo roku
Divadlo Na zábradlí Praha
Další nominace:
HaDivadlo Brno
Studio Hrdinů Praha
Městské divadlo Kladno
Nejlepší poprvé uvedená česká hra roku
Velvet Havel, Miloš Orson Štědroň
Další nominace:
Velká mořská víla, David Drábek
Cena facky aneb Gottwaldovy boty, Karel Steigerwald
Scénografie roku
Marek Cpin, výprava: Požitkáři, Divadlo Na zábradlí Praha
Další nominace:
Martin Chocholoušek, scéna: 1789 aneb Dokonalé štěstí, Národní divadlo Praha
Eva Jiřikovská, výprava: Báby, Divadlo Na zábradlí Praha
Hudba roku
Miloš Orson Štědroň, Velvet Havel, Divadlo Na zábradlí Praha
Další nominace:
Aleš Březina, 1914, Národní divadlo Praha
DG 307, Pustina, Studio Hrdinů Praha
Alois Hába, Nová země, Národní divadlo Praha
Talent roku
Anna Petrželková (režisérka)
Další nominace:
Lukáš Brutovský (režisér)
Martin Donutil (herec)
Marie Poulová (herečka)

### 2015
Za rok 2015 byly uděleny tyto ceny:
Inscenace roku
Slyšení (Tomáš Vůjtek) – režie: Ivan Krejčí, Komorní scéna Aréna Ostrava
Další nominace:
Lidská tragikomedie (Ladislav Klíma) – režie: Hana Burešová, Divadlo v Dlouhé Praha
Kauza Schwejk (Jaroslav Hašek, Dušan Pařízek) – režie: Dušan D. Pařízek, Studio Hrdinů Praha a Wiener Festwochen Vídeň
Ženský herecký výkon roku
Marie Štípková, role: Géša Gottfriedová, Brémská svoboda, Městské divadlo Kladno
Další nominace:
Iva Janžurová, role: Královna Alžběta II., Audience u královny, Národní divadlo Praha
Jana Plodková, role: Hamlet, Hamleti, Divadlo Na zábradlí Praha
Mužský herecký výkon roku
Marek Cisovský, role: Eichmann, Slyšení, Komorní scéna Aréna Ostrava
Další nominace:
Juraj Kukura, role: Fjodor Karamazov, Bratři Karamazovi, Činoherní klub Praha
Jan Meduna, role: Viktor, Viktor aneb Dítka u moci, Divadlo v Dlouhé Praha
Divadlo roku
Komorní scéna Aréna Ostrava
Další nominace:
Divadlo v Dlouhé Praha
Studio Hrdinů Praha
Nejlepší poprvé uvedená česká hra roku
Slyšení, Tomáš Vůjtek
Další nominace:
Zásek, David Doubt
Pankrác´45, Martina Kinská
Scénografie roku
Lucia Škandíková, scéna: Z mrtvého domu, Národní divadlo Praha
Další nominace:
Marek Cpin, výprava: Viktor aneb Dítka u moci, Divadlo v Dlouhé Praha
Marek Cpin, výprava: Doktor Živago, Divadlo Na zábradlí Praha
Hudba roku
Marek Doubrava, Libozvuky, Divadlo Minor Praha
Další nominace:
Ivan Acher, Lidská tragikomedie, Divadlo v Dlouhé Praha
Nikos Engonidis, Je třeba zabít Sekala, Národní divadlo Brno
Roman Holý, Popeláři, Švandovo divadlo Praha
Petr Kaláb, Romeo a Julie, Letní shakespearovské slavnosti Praha
Václav Kořínek, Doktor Faustus, Národní divadlo moravskoslezské Ostrava
Jakub Kudláč, Modrý pták, Národní divadlo Praha
Talent roku
Štěpán Kozub (herec)
Další nominace:
Robert Finta (herec)
Ivo Sedláček (herec, tanečník)
Michal Skočovský (režisér)

### 2016
Za rok 2016 byly uděleny tyto ceny:
Inscenace roku
Modrovousův hrad / Očekávání (Béla Bartók / Arnold Schönberg) – režie: David Radok, Národní divadlo Brno ve spolupráci s GöteborgsOperan
Další nominace:
Vzkříšení (Daniel Doubt) – režie: Michal Vajdička, Dejvické divadlo Praha
Olga (Horrory z Hrádečku) (Anna Saavedra) – režie: Martina Schlegelová, Divadlo Letí Praha
Ženský herecký výkon roku
Pavlína Štorková, role: Olga, Olga (Horrory z Hrádečku), Divadlo Letí Praha
Další nominace:
Hana Tomáš Briešťanská, role: Štěpka Kiliánová, Petrolejové lampy, Národní divadlo Brno
Tereza Hofová, role: solo, Skugga Baldur, Studio Hrdinů Praha
Lucie Trmíková, role: Heda Tesmanová, Heda Gablerová, Divadlo v Dlouhé Praha
Mužský herecký výkon roku
Stanislav Majer, role: Majer, Herec a truhlář Majer mluví o stavu své domoviny, Studio Hrdinů Praha
Další nominace:
Michal Kern, role: Puk, Sen čarovné noci, Národní divadlo Praha
Norbert Lichý, role: Karel-Roman Kopfrkingl, Spalovač mrtvol, Divadlo Petra Bezruče Ostrava
Divadlo roku
Komorní scéna Aréna Ostrava
Další nominace:
Divadlo v Dlouhé Praha
Národní divadlo Brno
Nejlepší poprvé uvedená česká hra roku
Olga (Horrory z Hrádečku), Anna Saavedra
Další nominace:
Mlčení bobříků, Tomáš Dianiška
Vzkříšení, Daniel Doubt
Scénografie roku
Byly uděleny dvě ceny:
Lukáš Brychta, Štěpán Tretiag, Tereza Gsöllhoferová, Eva Justichová, Natálie Rajnišová, scénografie a Polina Akhmetzhanova, Anna Hoskovcová, Majka Semotánová, Dominik Styk, Dorota Tichá, scénografická výpomoc: Pomezí, Projekt Pomezí Praha
Jakub Kopecký, scéna: Pěna dní, Klicperovo divadlo Hradec Králové
Další nominace:
Barbora Jakůbková, výprava: Čechy leží u moře, Naivní divadlo Liberec
Hudba roku
Jiří Vyšohlíd, O bílé lani, Divadlo Drak Hradec Králové
Další nominace:
Aleš Březina, Liduschka /Baarová/, Divadlo Josefa Kajetána Tyla Plzeň
Michal Nejtek, Constellations I. Before I Say Yes, Spitfire Company Praha a Orchestr Berg Praha
Talent roku
Tomáš Dianiška (autor, režisér, herec)
Další nominace:
Jiří Böhm (herec)
Daniel Krejčík (herec)

### 2017
Za rok 2017 byly uděleny tyto ceny:
Inscenace roku
Byly uděleny tři ceny:
Macbeth – Too Much Blood (DJ/Shakespeare – David Jařab, William Shakespeare – režie: David Jařab, Divadlo Na zábradlí Praha
Deník zloděje (Jean Genet, Bedřich Bridel, Miloslav König, Martin Dohnal) – režie: Jan Nebeský, Divadelní společnost Masopust Praha
Lucerna (Alois Jirásek) – režie: Hana Burešová, Divadlo v Dlouhé Praha
Ženský herecký výkon roku
Ivana Hloužková, role: Emmi Kurowski, Strach jíst duši, Národní divadlo Brno – Divadlo Reduta
Další nominace:
Pavla Beretová, role: Maryša, Maryša, Národní divadlo Praha
Eva Salzmannová, role: Ray, Jasno lepo podstín zhyna, MeetFactory Praha
Mužský herecký výkon roku
Miloslav König, Deník zloděje, Divadelní společnost Masopust Praha
Další nominace:
Ondřej Brousek, role: Peer Gynt, Peer Gynt, Divadlo na Vinohradech Praha
Martin Finger, role: Walter Faber, Homo Faber, Činoherní studio Ústí nad Labem
Divadlo roku
Komorní scéna Aréna Ostrava
Další nominace:
Divadlo v Dlouhé Praha
Národní divadlo Brno – opera
Nejlepší poprvé uvedená česká hra roku
Smíření, Tomáš Vůjtek
Další nominace:
Pohřeb až zítra, Natalie Kocab
Vražda krále Gonzaga, Jiří Havelka a DD (Simona Babčáková, Tomáš Jeřábek, Klára Melíšková, Martin Myšička, Eva Suková, Ivan Trojan, Zdeňka Žádníková)
Scénografie roku
Kamil Bělohlávek, výprava: Jsou místa oblíbená tmou, kde nikdy a nic na ostrovech se skrývá odlehlých, Naivní divadlo Liberec
Další nominace:
Marek Cpin, scéna a kostýmy: AnderSen aneb Fantazie mě přivede do blázince, Divadlo Na zábradlí Praha
Marek Cpin, scéna Maryša, Národní divadlo Praha
Tomáš Rusín, scéna: Láska na dálku, Národní divadlo Brno – opera
Hudba roku
Martin Dohnal, Deník zloděje, Divadelní společnost Masopust Praha
Další nominace:
Ivan Acher, Dynastie, Divadlo Husa na provázku Brno
Kora et le Mechanix, Jsou místa oblíbená tmou, kde nikdy a nic na ostrovech se skrývá odlehlých, Naivní divadlo Liberec
Talent roku
Eva Hacurová (herečka, zpěvačka)
Další nominace:
Kateřina Dvořáková (herečka)
Adam Svozil (režisér)

### 2018
Za rok 2018 byly uděleny tyto ceny:
Inscenace roku
Něco za něco (William Shakespeare) – režie: Jan Klata, Divadlo pod Palmovkou Praha
Další nominace:
Sternenhoch (Ivan Acher, překlad do esperanta: Miroslav Malovec) – režie: Michal Dočekal, dirigent: Petr Kofroň, Národní divadlo Praha
Mýcení (Thomas Bernhard) – režie: Jan Mikulášek, Divadlo Na zábradlí Praha
Ženský herecký výkon roku
Pavla Gajdošíková, role: Maryša, Maryša, Divadlo Petra Bezruče Ostrava
Další nominace:
Tereza Dočkalová, role: Isabela, Něco za něco, Divadlo pod Palmovkou Praha
Tereza Marečková, role: Vitka, Vitka, Divadlo Husa na provázku Brno
Mužský herecký výkon roku
Saša Rašilov, role: Mefisto, Faust, Národní divadlo Praha
Další nominace:
Štefan Margita, role: Kapitán Vere, Billy Budd, Národní divadlo Praha
Jan Vlasák, role: Vincentio, Něco za něco, Divadlo pod Palmovkou Praha
Divadlo roku
Divadlo pod Palmovkou Praha
Další nominace:
Divadlo Na zábradlí Praha
Komorní scéna Aréna Ostrava
Nejlepší poprvé uvedená česká hra roku
Elegance molekuly, Petr Zelenka
Další nominace:
Sternenhoch, Ivan Acher
Pusťte Donnu k maturitě, Tomáš Dianiška
Teritorium, Ondřej Novotný
Vitka, Kateřina Tučková
Scénografie roku
Marek Cpin, scéna a kostýmy: Mýcení, Divadlo Na zábradlí Praha
Další nominace:
Jan Dörner, Jan Kalivoda, Vojta Švejda, Milena Dörnerová, Šimon Janíček, Mikoláš Zika, scéna a kostýmy: Hlubiny, Wariot Ideal Praha
Dragan Stojčevski, scénografie: Faust, Národní divadlo Praha
Hudba roku
Ivan Acher, Sternenhoch, Národní divadlo Praha
Další nominace:
Aleš Březina, Élektra, Divadlo v Dlouhé Praha
Martin Dohnal, Pustina, Divadelní spolek Jedl Praha
Talent roku
Tereza Marečková (herečka, zpěvačka, muzikantka)
Další nominace:
Beáta Kaňoková (herečka)
Zuzana Truplová (herečka)

### 2019
Za rok 2019 byly uděleny tyto ceny:
Inscenace roku
Transky, body, vteřiny (Tomáš Dianiška) – režie: Tomáš Dianiška, Divadlo Petra Bezruče Ostrava
Další nominace:
Kytice (Karel Jaromír Erben) – režie: SKUTR, Národní divadlo Praha
Vladař (Anna Klimešová, Petr Erbes podle Niccola Machiavelliho) – režie: Anna Klimešová, Městská divadla pražská – Komedie Praha
Ženský herecký výkon roku
Erika Stárková, role: Dívka, Lazarus, Městská divadla pražská – Komedie Praha
Další nominace:
Tereza Dočkalová, role: Mefistoteles, Faust, Divadlo pod Palmovkou Praha
Radka Fidlerová, role: Markéta Rakouská, Franz Grillparzer a Paltram Vatzo, Sláva a pád krále Otakara, Městská divadla pražská – Komedie Praha
Mužský herecký výkon roku
Jakub Albrecht, role: Bezruký Frantík, Bezruký Frantík, Divadlo pod Palmovkou Praha
Další nominace:
Jakub Burýšek, role: Zdena Koubková, Transky, body, vteřiny, Divadlo Petra Bezruče Ostrava
Miloslav König, role: Tomáš Stockmann a Petr Stockmann, Nepřítel lidu, Městská divadla pražská – Komedie Praha
Divadlo roku
Městská divadla pražská Praha
Další nominace:
Divadlo Petra Bezruče Ostrava
HaDivadlo Brno
Nejlepší poprvé uvedená česká hra roku
Transky, body, vteřiny, Tomáš Dianiška
Další nominace:
Bezruký Frantík, Tomáš Dianiška, Igor Orozovič
Za dveřmi, Barbora Hančilová
Scénografie roku
Jakub Kopecký, scéna: Kytice, Národní divadlo Praha
Další nominace:
Aneta Grňáková, Anna Hrušková, Pavla Kamanová, Ivana Kannhäuserová, Kamila Polívková, Antonín Šilar, Ján Tereba, Jana Špalová, Jitka Pospíšilová, scénografie a kostýmy: CAMP Q, Divadlo Letí, Tygr v tísni Praha, Jihočeské divadlo České Budějovice
Robert Smolík, výprava: Šššš. Šššš. Hůůů. Haf!, Naivní divadlo Liberec
Hudba roku
Tomáš Vtípil, Woyzeck, HaDivadlo Brno
Další nominace:
Ivan Acher, Romeo, Julie a tma, Divadlo v Dlouhé Praha
Aleš Březina a Clarinet Factory, Pan Pros /slova, která mi nepatří/, Divadelní spolek Jedl Praha
Jen Hovorka a Marek Urbánek, Döblin: Berlín Alexanderplatz, Tygr v tísni Praha
Talent roku
Jakub Burýšek (herec)
Další nominace:
Mark Kristián Hochman (herec)
Anna Klimešová (režisérka)

### 2020
Za rok 2020 byly uděleny tyto ceny:
Inscenace roku
Zahradníček / Vše mé je tvé (Lucie Trmíková) – režie: Jan Nebeský, Divadelní spolek Jedl Praha
Další nominace:
Osud (Leoš Janáček) – režie: Robert Carsen, Národní divadlo Brno
Malý stvořitel / Der kleine Fratz (Egon Tobiáš) – režie: Jan Nebeský, Divadelní spolek Jedl Praha
Ženský herecký výkon roku
Lucie Trmíková, role: Marie Zahradníčková, Zahradníček / Vše mé je tvé, Divadelní spolek Jedl Praha
Další nominace:
Nela H. Kornetová, Badman, Nela H. Kornetová & T.I.T.S.
Natálie Řehořová, role: Kateřina Hildebrantová, Lady Macbeth z Újezdu, Švandovo divadlo na Smíchově Praha
Mužský herecký výkon roku
Karel Dobrý, role: Franz, Malý stvořitel / Der kleine Fratz, Divadelní spolek Jedl Praha
Další nominace:
Jan Hájek, role: Florent-Claude, Serotonin, MeetFactory Praha
Saša Rašilov mladší, role: Jan Zahradníček, Zahradníček / Vše mé je tvé, Divadelní spolek Jedl Praha
Divadlo roku
Cirk La Putyka Praha
Další nominace:
Divadelní spolek Jedl Praha
Horácké divadlo Jihlava
Městská divadla pražská Praha
Nejlepší poprvé uvedená česká hra roku
294 statečných, Tomáš Dianiška
Další nominace:
Jan Patočka: Kacířské eseje, Miroslav Bambušek
Monument, Marko Ivanović, David Radok
Malý stvořitel / Der kleine Fratz, Egon Tobiáš
Scénografie roku
Byly uděleny dvě ceny:
HZA Bažant, výprava: Kabinet zázraků neboli Orbis pictus, Naivní divadlo Liberec
Zuzana Krejzková, výprava: Jan Patočka: Kacířské eseje, Spolek Mezery a Studio Hrdinů Praha
Další nominace:
Martina Zwyrtek, Jana Preková, scéna a kostýmy: Happy end v hotelu „Chateau Switzerland“, Depresivní děti touží po penězích Praha
Hudba roku
Byly uděleny dvě ceny:
Marko Ivanović, Monument, Národní divadlo Brno
P/\ST (Ivo Sedláček, Dan Kranich), Šílený Herkules, Tygr v tísni Praha (Antická Štvanice)
Další nominace:
Vladimír Franz, Jan Patočka: Kacířské eseje, Spolek Mezery a Studio Hrdinů Praha
Talent roku
Jakub Maksymov (režisér, dramaturg)
Další nominace:
Akolektiv Helmut Praha (soubor)
Tomáš Loužný (režisér)
Divadlo z karantény
(mimořádná neoceňovaná kategorie projektů z doby epidemiologických opatření)
(Memento) Mor (režie Jakub Čermák, Depresivní děti touží po penězích Praha)
Dekameron 2000 (námět Tomáš Svoboda, Divadlo Na Fidlovačce Praha)
Heda Gablerová (režie David Šiktanc, Činoherní studio Ústí nad Labem)
Poledne (režie Pavel Štourač a kol., Divadlo Continuo Malovice)
film Frame raté 18 (Wariot Ideal Praha)
Cirk La Putyka Praha za iniciativu #kulturunezastavis a další projekty

### 2021
Za rok 2021 byly uděleny tyto ceny:
Inscenace roku
Vassa Železnovová (Maxim Gorkij) – režie Jan Frič, Národní divadlo Praha
Další nominace:
Peter Grimes (Benjamin Britten) – režie David Radok, Národní divadlo Brno – opera
Manželská historie (Lucie Trmíková) – režie Jan Nebeský, Divadelní spolek Jedl Praha
Ženský herecký výkon roku
Markéta Matulová, role: Věra, Špinarka, Divadlo Petra Bezruče Ostrava
Další nominace:
Veronika Korytářová, role: Vlasta Burian, Burian, Divadlo F. X. Šaldy, Liberec
Lucie Trmíková, role Siri, Manželská historie, Divadelní spolek Jedl Praha
Mužský herecký výkon roku
Byly uděleny dvě ceny:
Joachim Bäckström, role: Peter Grimes, Peter Grimes, Národní divadlo Brno – opera
David Prachař, role: Strindberg, Manželská historie, Divadelní spolek Jedl Praha
Další nominace:
Saša Rašilov, role: Wolfgang Borchert, Moje říše je z tohoto světa, Studio Hrdinů Praha
Divadlo roku
Divadelní spolek Jedl Praha
Další nominace:
Městská divadla pražská
Národní divadlo Brno – opera
Poprvé uvedená česká hra roku
Špinarka, Tomáš Dianiška
Další nominace:
Burian, Tomáš Dianiška
Encyklopedie akčního filmu, Tomáš Dianiška
Les sebevrahů, Kasha Jandáčková
Emil čili O Háchovi, Tomáš Jarkovský, Jakub Vašíček
Scénografie roku
Byly uděleny dvě ceny:
Jakub Kopecký, scéna: Bratři naděje, Divadlo Minor Praha
Josef Lepša, scénografie a animace: Muž Dvojhvězdy, Jihočeské divadlo České Budějovice – Otáčivé hlediště v Českém Krumlově
Další nominace:
Petra Vlachynská, kostýmy: Manželská historie, Divadelní spolek Jedl Praha
Hudba roku
Emil Viklický, Manželská historie, Divadelní spolek Jedl Praha
Další nominace:
Tomáš Hanzlík: Římská Lukrécie, Geisslers Hofcomoedianten a Tygr v tísni Praha
Kittchen (Jakub König), Les sebevrahů, Divadlo Letí Praha
Talent roku
Markéta Matulová (herečka)
Další nominace:
Kasha Jandáčková (autorka, režisérka)
Kryštof Krhovják (herec)

### 2022
Za rok 2022 byly uděleny tyto ceny:
Inscenace roku
Konec rudého člověka (Světlana Alexijevičová, Daniel Majling) – režie Michal Vajdička, Divadlo v Dlouhé Praha
Další nominace:
Moskoviáda (Jurij Andruchovyč) – režie Dušan David Pařízek, Divadlo X10 Praha
Fifty (Petr Zelenka) – režie Petr Zelenka, Dejvické divadlo Praha
Ženský herecký výkon roku
Pavlína Štorková, role: Sylvia Plath, Manželka publikovaného básníka, Studio Hrdinů Praha
Další nominace:
Arnheiður Eiríksdóttir, role: Oktavian, Růžový kavalír, Národní divadlo - Státní opera
Nina Horáková, role: Ona, Yerma, Městská divadla pražská - Rokoko
Mužský herecký výkon roku
Byly uděleny dvě ceny:
Ivan Trojan, role: David, Fifty, Dejvické divadlo Praha
Jan Vondráček, role: Major Alexejev, Konec rudého člověka, Divadlo v Dlouhé Praha
Další nominace:
Roman Tomeš, role: Hedwig, Hedwig a její Angry Inch, Studio Hrdinů Praha
Divadlo roku
Dejvické divadlo, Praha
Další nominace:
Divadlo Petra Bezruče, Ostrava
Divadlo X10, Praha
Poprvé uvedená česká hra roku
Fifty, Petr Zelenka
Další nominace:
Občan první jakosti, Matěj Balcar
Humanismus 2022, Ivan Buraj, Bohdan Karásek
Scénografie roku
Byly uděleny dvě ceny:
Marek Cpin, výprava: Chazarský slovník, Divadlo Husa na provázku Brno
Tereza Gsöllhoferová a Eva Justichová, scénografie: Musí se žít, Projekt Pomezí
Další nominace:
Simona Rybáková, kostýmy: Richard III., Dejvické divadlo Praha
Dragan Stojčevski, scéna: Alcina, Národní divadlo Brno
Hudba roku
Matouš Hejl, Manželská historie, Divadelní spolek Jedl Praha
Další nominace:
Slavomír Hořínka: Tak tiše až, Městská divadla pražská - Komedie
Michal Pavlíček, Marat + Sade, Městská divadla pražská - Rokoko
Talent roku
Byly uděleny dvě ceny:
Anežka Šťastná (herečka)
Zdislava Začalová (herečka)
Další nominace:
Viktor Kuzník (herec)

### 2023
Za rok 2023 byly uděleny tyto ceny:
Inscenace roku
Bakchantky (Eurípidés) – režie Jan Frič, Národní divadlo, Praha
Další nominace:
Na první pohled (Suzie Miller) – režie Lucie Ferenzová, Švandovo divadlo, Praha
Vzkříšení (Lev Nikolajevič Tolstoj) – režie Jan Mikulášek, Divadlo Na zábradlí, Praha
Ženský herecký výkon roku
Anežka Kubátová, role: Daňa Horáková, O Pavlovi, Divadlo Na zábradlí, Praha
Další nominace:
Kateřina Císařová, role:  Káťa Maslovová, Vzkříšení, Divadlo Na zábradlí, Praha
Marie Štípková, role: Ona, Na první pohled, Švandovo divadlo, Praha
Mužský herecký výkon roku
Norbert Lichý, role: André, Otec, Divadlo Petra Bezruče, Ostrava
Další nominace:
Miloslav König, role: Houellebecq, Veřejní nepřátelé, Divadlo Na zábradlí, Praha
Stanislav Majer, Na západní frontě klid / Zelené koridory, Divadlo X10, Praha
Divadlo roku
Divadlo X10, Praha
Další nominace:
Divadlo Na zábradlí, Praha
Divadlo Petra Bezruče, Ostrava
Poprvé uvedená česká hra roku
Tělo tajné agentky, Tomáš Dianiška
Další nominace:
Jídelní vůz, David Šiktanc
Feminista, Marek Šindelka
Scénografie roku
Tereza Gsöllhoferová a Eva Justichová, scénografie: Climax, Projekt Pomezí
Další nominace:
Eva Jiřikovská, výprava: Opilí, Slovácké divadlo Uherské Hradiště
Veronika Švábová, kosmo_nauty, Jan Dörner, Tomáš Procházka: Třetí ruka, Handa Gote research&development
Hudba roku
Jakub Kudláč, Bakchantky, Národní divadlo Praha
Další nominace:
Jindřich Čížek, Peer Gynt, Činoherní studio Ústí nad Labem
David Ondříček, Kde je ta ryba?, Dejvické divadlo
Talent roku
Tomáš Ráliš (režisér a dramatik)
Další nominace:
Antonie Formanová (herečka)
Andrej Lyga (herec)

### 2024
Za rok 2024 byly uděleny tyto ceny:
Inscenace roku
Wernisch (Ivan Wernisch, Jan Nebeský, Jana Slouková) – režie Jan Nebeský, Národní divadlo a JEDL – Nová scéna, Praha
Další nominace:
Rusalka (Antonín Dvořák) – režie David Radok, Národní divadlo Brno
VOJCEK_jednorozměrný člověk (Michal Hába podle Georga Büchnera) – režie Michal Hába, Lachende Bestien
Ženský herecký výkon roku
Denisa Barešová, role: Ema Bovaryová, Paní Bovaryová,  Národní divadlo Praha – Stavovské divadlo
Další nominace:
Tereza Dočkalová, Máma, Divadlo pod Palmovkou, Praha
Barbara Lukešová, role: Mary Tyronová, Cesta dlouhým dnem do noci, Divadlo v Dlouhé, Praha
Mužský herecký výkon roku
Mark Kristián Hochman, role: Vojcek, Vojcek_jednorozměrný člověk, Lachende Bestien
Další nominace:
Robert Mikluš, role: Hendrik Höfgen, Mefisto, Národní divadlo – Státní opera Praha
Martin Pechlát, role: Casanova, Casanova, Divadelní spolek JEDL, Praha
Divadlo roku
Divadlo Petra Bezruče, Ostrava
Další nominace:
Divadlo Na zábradlí, Praha
Švandovo divadlo na Smíchově, Praha
Poprvé uvedená česká hra roku
Lhářky, Klára Vlasáková
Další nominace:
Bůh v Las Vegas, Petr Erbes, Boris Jedinák a kol.
Filoktétés. Last minute, Ondřej Novotný
Scénografie roku
Berta Doubková, výprava: Červený balónek, Naivní divadlo Liberec
Další nominace:
Petr Vítek, scénografie: Euripidés: Médea, Národní divadlo moravskoslezské Ostrava – Divadlo Antonína Dvořáka
Petra Vlachynská, kostýmy: Wernisch, Národní divadlo Praha a JEDL – Nová scéna
Hudba roku
Aleš Březina, Wernisch, Národní divadlo Praha a JEDL – Nová scéna
Další nominace:
Jindřich Čížek, Vojcek_jednorozměrný člověk, Lachende Bestien
Martin Evžen Kyšperský, Uvnitř banánu, Divadlo Na zábradlí
Talent roku
Vojtěch Franců (herec, skladatel a autor)
Další nominace:
Karolína Knězů (herečka)
David Petrželka (herec)